# Mario Savio
Mario Savio (* 8. Dezember 1942 in New York City; † 6. November 1996 in Sebastopol (Kalifornien)) war ein US-amerikanischer Bürgerrechts-Aktivist und Wortführer der Studentenbewegung der 1960er Jahre in den USA.

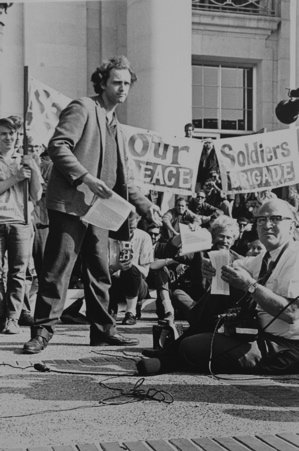
Mario Savio in Berkeley 1966

## Leben
Der Sohn eines Fabrikarbeiters aus Sizilien wuchs in New York City auf und studierte zunächst am Manhattan College und Queens College, ab 1963 dann an der University of California in Berkeley Physik und Philosophie. Im März 1964 wurde er verhaftet, weil er gegen die San Francisco Hotel Association, die Schwarze von manchen Berufen ausschloss, demonstrierte. Im folgenden Sommer arbeitete er als Bürgerrechtler in Mississippi, wo er Afro-Amerikanern beim Eintragen in die Wählerlisten half.
Prominent wurde sein Wirken als Anführer des Berkeley Free Speech Movement. Am 2. Dezember 1964 hielt er eine berühmte Rede: Er kritisierte anhand von Äußerungen des Rektors im Zusammenhang mit den zuvor geschehenen Studentenprotesten, dass der Rektor die Universität wie ein Unternehmen führe und behandle, die Studenten seien wohl das Produkt, das in dieser Fabrik hergestellt würde. Darauf folgte ein berühmt gewordener Satz, nach dem der Betrieb der Maschine (gemeint war zunächst die technokratisch organisierte Universität) manchmal so unerträglich würde, dass man ihn sabotieren, stoppen müsse, um so zu einem gesellschaftlichen Diskurs über ihn zu finden. Der Satz wurde aber später häufig in Hinblick auf die gesamte Gesellschaft interpretiert und verwendet.
Mario Savio wurde daraufhin verwehrt, sein Studium an einer amerikanischen Universität fortzuführen. Deshalb verließ er die USA und fuhr im Herbst 1965 nach England. 
1984 und 1989 absolvierte er Bachelor- und Master-Abschlüsse in Physik an der San Francisco State University.
Im Jahr seines Todes unterrichtete er Mathematik und Philosophie an der Sonoma State University. Er starb an den Folgen eines Herzinfarkts.
2004 wurde enthüllt, dass Savio Gegenstand massiver Überwachung durch das FBI war, auch nachdem er das Free Speech Movement verlassen hatte. Nachdem er die Universität Berkeley verlassen hatte, wurde er noch mehr als zehn Jahre beobachtet und als „Schlüssel-Aktivist“ eingestuft.
2010 verwendete die US-Band Linkin Park seine berühmteste Rede im Song Wretches And Kings. Bei Liveauftritten wurde auch die Schwarz-Weiß-Aufnahme seiner Rede gezeigt. Ein Ausschnitt dieser Rede wird auf dem Album Obsolete der Band Fear Factory als Intro des Songs Timelessness benutzt.

## Zitate
„To me, freedom of speech is something that represents the very dignity of what a human being is … It is the thing that marks us as just below the angels.“

„Für mich bedeutet freie Meinungsäußerung etwas, das genau die Würde eines menschlichen Wesens widerspiegelt … Sie ist das, was uns gleich unterhalb der Engel ansiedelt.“

„… and if President Kerr in fact is the manager, then I tell you something — the faculty are a bunch of employees! And we're the raw material! But we’re a bunch of raw materials that don't mean to have any process upon us, don't mean to be made into any product, don't mean to end up being bought by some clients of the university, be they the government, be they industry, be they organized labor, be they anyone! We're human beings!“

„… und wenn Rektor Kerr tatsächlich der Manager [der Uni] ist, dann sag ich euch eins: Die Mitglieder der Fakultät sind ein Haufen Angestellter! Und wir sind der Rohstoff! Aber wir sind ein Haufen Rohstoffe, die nicht verarbeitet werden wollen, die nicht in ein Produkt verwandelt werden wollen, nicht verkauft werden wollen an Klienten der Universität, seien es die Regierung, die Industrie, die Gewerkschaften, wer auch immer! Wir sind menschliche Wesen!“

„There is a time when the operation of the machine becomes so odious, makes you so sick at heart, that you can’t take part, you can’t even passively take part, and you’ve got to put your bodies upon the gears and upon the wheels, upon the levers, upon all the apparatus, and you’ve got to make it stop! And you’ve got to indicate to the people who run it, to the people who own it, that unless you’re free, the machine will be prevented from working at all!“

„Es gibt eine Zeit, wo der Betrieb der Maschine so verabscheuungswürdig wird, einen so krank im Herzen macht, dass man nicht mehr mitmachen kann, auch nicht passiv, und man muss seinen Körper in das Getriebe und die Hebel der Maschine werfen, in den ganzen Apparat, und man muss sie stoppen! Und man muss den Leuten, die sie am Laufen halten, die sie besitzen, zeigen, dass, solange man noch nicht frei ist, die Maschine am Funktionieren gehindert werden wird.“